# 한산중학교 (서울)
한산중학교(漢山中學校)는 대한민국 서울특별시 강동구 둔촌동에 있는 공립 중학교이다.

## 학교 연혁
- 1990년 1월 20일 : 한산중학교(공립) 설립 인가
- 1990년 3월 1일 : 초대 정수명 교장 취임
- 1990년 4월 26일 : 개교식 거행
- 2023년 2월 10일 : 제31회 졸업(4학급 95명, 졸업생 총 11,544명)
- 2023년 3월 1일 : 제11대 오병택 교장 취임
- 2023년 3월 2일 : 제34회 신입생 입학식(4학급 107명)

## 참고 자료
- 한산중학교 - 한국교육학술정보원 학교알리미